# バイディン寺

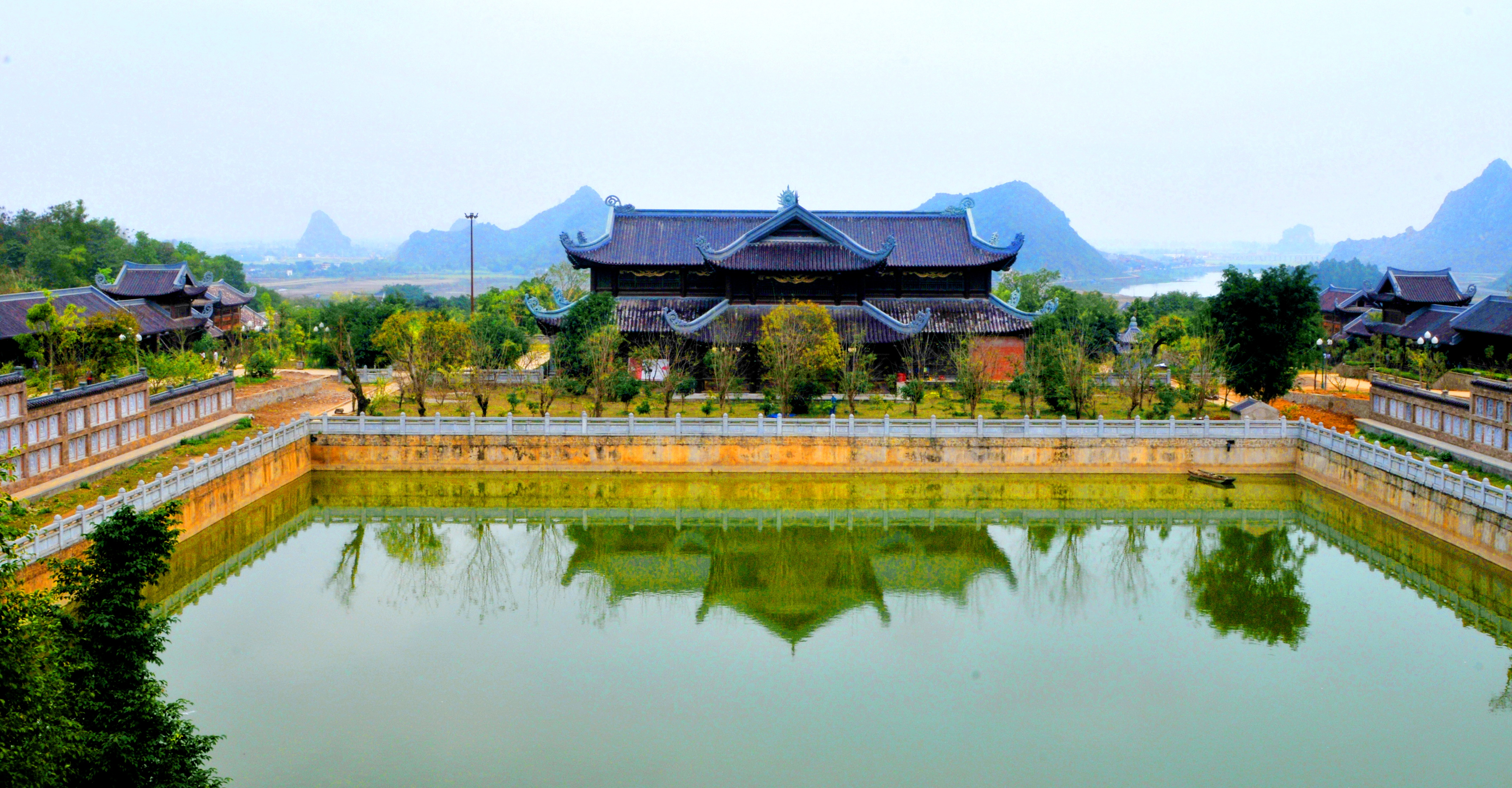
バイディン寺の一角

バイディン寺（ベトナム語表記: Chùa Bái Đính、沛嵿寺）は、ベトナム、ニンビン省ザーヴィエン県にある仏教寺院である。1136年に禅僧グエン･ミン･ホンによって建立された古い寺院をもとに、2003年から新しい大きな寺院の整備が行われ、寺と仏教学院や公園などを含めた全敷地は、ベトナムの仏教寺院としては最大（総敷地面積539ha、うち新しい寺は80ha、古い寺は27ha）の広さをもつものになった。

## ギャラリー
- 三世仏殿
- 釈迦如来金銅像
- 鐘楼
- 金剛像
- 千手千眼観音像
- 阿羅漢像